# Prosotsani
Prosotsani (græsk: Προσοτσάνη, indtil 1925: græsk: Προσωτσάνη - Prosotsani, fra 1925 til 1940: græsk: Πυρσόπολις - Pyrsopolis) er en by og kommune beliggende i den vestlige del af den regionale enhed Drama i periferien Østmakedonien og Thrakien i Grækenland. I 2011-folketællingen havde kommunen en befolkning på 9.065 indbyggere og byen 3.553 indbyggere. En lokal attraktion er grotten ved kilden til floden Angitis, som ligger ved landsbyen Angitis i Kokkinogeia.

## Historie
Prosotsani var tidligere et centrum for tobaksproduktion bygget ved foden af bjerget Menekio. Det var et underdistrikt i Drama sanjak i Selanik vilayet (Thessaloniki) som "Pürsıçan" før Balkankrigene.

## Kommunen
Kommunen Prosotsani blev dannet ved kommunalreformen i 2011 ved sammenlægning af følgende 2 tidligere kommuner, der blev til kommunale enheder: 
- Prosotsani
- Sitagroi

Kommunen har et areal på 481,8 km2, den kommunale enhed 418,9 km2.